# HD 35520
HD 35520 är en ensam stjärna belägen i den mellersta delen av stjärnbilden Kusken. Den har en skenbar magnitud av ca 5,92 och är svagt synlig för blotta ögat där ljusföroreningar ej förekommer. Baserat på parallax enligt Gaia Data Release 2 på ca 1,5 mas, beräknas den befinna sig på ett avstånd på ca 2 200 ljusår (ca 690 parsek) från solen. Den rör sig bort från solen med en (svagt fastställd) heliocentrisk radialhastighet på ca 8 km/s.

## Egenskaper
HD 35520 är en vit till blå jättestjärna av spektralklass A1 III, som har en ovanlig kemisk sammansättning och betecknas som en Ap-stjärna i jättestadiet av dess utveckling. Den har en radie som är ca 23 solradier och har ca 1 640 gånger solens utstrålning av energi från dess fotosfär vid en effektiv temperatur av ca 7 650 K.
Stjärnans spektrum visar överskott av anomalier av helium och kisel. Den har klassificerats som en skalstjärna och har en relativt hög projicerad rotationshastighet för dess spektralklass på 80 km/s.